# Boa Aldeia, Farminhão e Torredeita
Boa Aldeia, Farminhão e Torredeita (llamada oficialmente União das Freguesias de Boa Aldeia, Farminhão e Torredeita) es una freguesia portuguesa del municipio de Viseo, distrito de Viseo.

## Historia
Fue creada el 28 de enero de 2013 en aplicación de una resolución de la Asamblea de la República de Portugal promulgada el 16 de enero de 2013 con la unión de las freguesias de Boa Aldeia, Farminhão y Torredeita, pasando su sede a estar situada en la antigua freguesia de Torredeita.

## Demografía
| Gráfica de evolución demográfica de Boa Aldeia, Farminhão e Torredeita entre 2011 y 2021 |
|                                                                                          |
| Datos según el nomenclátor publicado por el INE portugués.                               |